# Ptochophyle dilucida
Ptochophyle dilucida là một loài bướm đêm trong họ Geometridae.